# Maradik
Maradik (serbisch-kyrillisch Марадик) ist ein Dorf im Bezirk Srem in der serbischen Provinz Vojvodina mit gut 2000 Einwohnern.

## Demographie
Seit dem Zweiten Weltkrieg nimmt die Einwohnerzahl ab.
| Jahr      | 1948  | 1953  | 1961  | 1971  | 1981  | 1991  | 2002  | 2011  |
| --------- | ----- | ----- | ----- | ----- | ----- | ----- | ----- | ----- |
| Einwohner | 2.597 | 2.651 | 2.766 | 2.651 | 2.350 | 2.255 | 2.298 | 2.095 |

## Religion

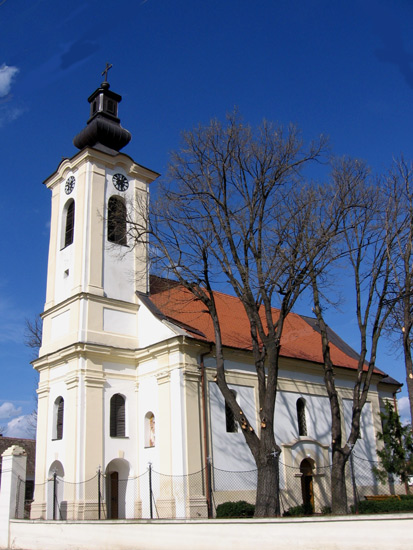
Serbisch-orthodoxe Kirche Hl. Sava

Im Dorf stehen drei Kirchengebäude. Die von 1776 bis 1777 erbaute serbisch-orthodoxe Kirche Hl. Sava ist ein Kulturdenkmal von großer Bedeutung.
Neben dem orthodoxen Gotteshaus stehen auch die römisch-katholische Kirche St. Anna und die Reformierte Kirche (Calvinistische Kirche) in Maradik. 

## Belege
1. ↑  Република Србија, Републички завод за статистику: УПОРЕДНИ ПРЕГЛЕД БРОЈА СТАНОВНИКА: 1948, 1953, 1961, 1971, 1981, 1991, 2002. И 2011. Република Србија Републички завод за статистику, Belgrad 2014, ISBN 978-86-6161-109-4, S. 98 (serbisch, Online [PDF]).